# Ahvenjärvi (Sastamala, Birkaland, Finland)
Ahvenjärvi eller Ahvenusjarvi är en sjö i Finland. Den ligger i Sastamala stad i landskapet Birkaland, i den sydvästra delen av landet, 180 km nordväst om huvudstaden Helsingfors. Ahvenjärvi ligger 118 meter över havet. Den ligger vid sjön Pääjärvi. I omgivningarna runt Ahvenjärvi växer i huvudsak barrskog. Arean är 29,3 hektar och strandlinjen är 3,79 kilometer lång. Sjön  ingår i Kumo älvs huvudavrinningsområde. 